# St.-Thomas-Gewicht
Das St.-Thomas-Gewicht war eine Masseneinheit in der britischen Präsidentschaft Bombay in Indien. Es war ein Maß im Handel mit Gold und Silber, wurde aber oft durch das englische Troy-Gewicht ersetzt. Dann entsprach das Gewicht 53 ¼ englische Troy-Grains.
- 1 St.-Thomas-Gewicht = 3,483 Gramm[2]